# Makary (Girmay)
Makary (imię świeckie Gebrewahd Girmay, ur. 1941 w Adua) – duchowny Etiopskiego Kościoła Ortodoksyjnego, od 2005 biskup Adigrat.
Sakrę otrzymał 26 sierpnia 2005.